# Krzyż z San Domenico w Arezzo
Krzyż z San Domenico w Arezzo – średniowieczna ikona w kształcie krzyża, autorstwa włoskiego malarza Cimabuego, powstała ok. 1268-1271, przechowywana w Kościele San Domenico w Arezzo.
Pierwsze znane dzieło artysty, w którym widać odejście od stylu typowo bizantyjskiego, przede wszystkim w ekspresji.

## Historia
Dzieło Cimabuego przypomina Krzyż z bazyliki San Domenico w Bolonii autorstwa Giunta Pisano. Dominikanie poprosili, by Cimabue skopiował ikonę krzyża, znajdującą się w głównym klasztorze ich zakonu.
Krzyż Cimabuego zawsze znajdował się w kościele dominikanów. Pierwszy raz przeprowadzono jego renowację w 1917, kolejną w 2005. Jako pierwszy opublikował go w 1875 Giovanni Battista Cavalcaselle, który jednak za autora uznał Margaritone d'Arezzo. Jako pierwszy przypisał dzieło Cimabuemu w 1907 Adolfo Venturi, w ślad za nim poszedł w 1927 Pietro Toesca. Datowanie opiera się przede wszystkim na cechach stylu. Kościół i klasztor wzniesiono w 1242. Powiększono go w późniejszym okresie, najprawdopodobniej z polecenia władz rzymskich.

## Opis
Cimabue oparł się na powstających w jego czasach dziełach, przedstawiających Chrystusa cierpiącego, przede wszystkim na krucyfiksach Pisano i Mistrza od św. Franciszka. Twarz cierpiącego jest jednak delikatniejsza. Chrystus jest jednak jakby bardziej cierpiący niż na krucyfiksach wspomnianych autorów, tak jak tego pragnęli przedstawiciele zakonów żebraczych. Nowością było użycie złotych linii w zagłębieniach skóry i szat Chrystusa, tzw. damaskinaż. Zabieg ten stosowali pisarze ikon bizantyjskich, na zachodzie stosował go m.in. Coppo di Marcovaldo.
Wzorując się na bolońskim Krzyżu Giunty, Cimabue umieścił na zakończeniach ramion krzyża przedstawienia Maryi i Jana Apostoła. Święci opierają głowy na ręce, spoglądając na obserwatora. Nad napisem z podaniem winy − HIC · EST· IESUS · NAZARENUS · REX · IUDEORUM − umieszczony został obraz Chrystusa błogosławiącego.